# Monti (Sardinië)
Monti is een gemeente in de Italiaanse provincie Olbia-Tempio (regio Sardinië) en telt 2491 inwoners (31-12-2004). De oppervlakte bedraagt 123,2 km², de bevolkingsdichtheid is 20 inwoners per km².
De volgende frazioni maken deel uit van de gemeente: Su Canale, Sos Rueddos.

## Demografie
Monti telt ongeveer 916 huishoudens. Het aantal inwoners daalde in de periode 1991-2001 met 9,6% volgens cijfers uit de tienjaarlijkse volkstellingen van ISTAT.
| Jaar | Inwoneraantal |
| ---- | ------------- |
| 1991 | 2698          |
| 2001 | 2440          |

## Geografie
Monti grenst aan de volgende gemeenten: Alà dei Sardi, Berchidda, Calangianus, Loiri Porto San Paolo, Olbia, Telti.
Aggius · Aglientu · Alà dei Sardi · Arzachena · Badesi · Berchidda · Bortigiadas · Buddusò · Budoni · Calangianus · Golfo Aranci · La Maddalena · Loiri Porto San Paolo · Luogosanto · Luras · Monti · Olbia · Oschiri · Padru · Palau · San Teodoro · Sant'Antonio di Gallura · Santa Teresa Gallura · Telti · Tempio Pausania · Trinità d'Agultu e Vignola
1. ↑  https://demo.istat.it/?l=it.